# Model współpracy PPP
Zasugerowano, aby zintegrować ten artykuł z artykułem Partnerstwo publiczno-prywatne (dyskusja). Nie opisano powodu propozycji integracji.
Model współpracy PPP – model współpracy w projektach partnerstwa publiczno-prywatnego. Koncesje na roboty budowlane lub usługi określa stopień prywatnej kontroli nad projektem i stopień zaangażowania finansowego partnerów.

## Formy i rodzaje
Istnieje wiele form PPP, które są ciągle rozwijane i dopasowywane do konkretnych potrzeb, celów i specyfiki projektów.
Nie ma unikalnego, uniwersalnego, najlepszego modelu struktury PPP, czy przewodnika, który sugerowałby rozwój takiego modelu.
Przykładowymi i najczęściej stosowanymi modelami współpracy partnerskiej są:
- Zarządzaj – Utrzymaj – partner prywatny zarządza i utrzymuje już istniejącą infrastrukturę będącą własnością podmiotu publicznego. Po zakończeniu umowy majątek przekazany zostaje stronie publicznej;
- Zaprojektuj – Wybuduj – Zarządzaj – Utrzymaj  – w modelu tym strona publiczna finansuje projekt natomiast partner prywatny jest zaangażowany do zaprojektowania, wybudowania, zarządzania i utrzymania infrastruktury w okresie trwania umowy. Własność infrastruktury pozostaje po stronie publicznej. Ta forma partnerstwa jest stosowana w przypadku, gdy podmiot publiczny ma ważny interes, aby pozostać właścicielem infrastruktury ale szuka korzyści z faktu przekazania firmie prywatnej przygotowania projektu, jego realizacji i zarządzanie nim;
- Zaprojektuj – Wybuduj – Finansuj – Zarządzaj – Utrzymaj – Przekaż – partner prywatny jest odpowiedzialny za zaprojektowanie, wybudowanie i sfinansowanie infrastruktury. Następnie w okresie trwania  umowy zarządza i utrzymuje powstały majątek, a  po wygaśnięciu umowy, przekazuje  w dobrym stanie podmiotowi publicznemu;
- Modernizuj – Adaptuj – Zarządzaj – strona prywatna finansuje i rozbudowuje istniejącą infrastrukturę publiczną. Po wybudowaniu partner prywatny staje się operatorem nowej infrastruktury aż do momentu, kiedy otrzyma zwrot poniesionych nakładów oraz ustalony w umowie zwrot z inwestycji;
- Leasing – Zakup – podmiot publiczny zawiera umowę z podmiotem prywatnym na zaprojektowanie, sfinansowanie i wybudowanie infrastruktury potrzebnej do świadczenia usług publicznych. Partner prywatny następnie leasinguje infrastrukturę partnerowi publicznemu na określony czas, po którym majątek przechodzi na własność strony publicznej. Model można stosować w przypadku, gdy podmiot publiczny potrzebuje nowej infrastruktury lub usługi, a sam nie jest w stanie jej sfinansować;
- Czasowa Prywatyzacja – istniejąca infrastruktura publiczna jest przekazana partnerowi prywatnemu w celu dokonania ulepszeń i/lub rozbudowy. Po zakończeniu procesu inwestycyjnego partner prywatny zarządza infrastrukturą  w ustalonym w umowie okresie lub do momentu zwrotu zainwestowanego kapitału wraz z rozsądnym poziomem zysku (stopy zwrotu);
- Leasing – Rozwój – Zarządzanie – partner prywatny dzierżawi/leasinguje infrastrukturę od strony publicznej i dokonuje jej modernizacji lub rozbudowy. Po zakończeniu inwestycji zarządza nią. Finansowanie leży po stronie prywatnej;
- Zakup – Rozwój – Zarządzanie – partner prywatny kupuje infrastrukturę od strony publicznej i dokonuje modernizacji lub rozbudowy. Po zakończeniu inwestycji zarządza nią. Finansowanie leży po stronie prywatnej;
- Wybuduj – Transferuj – Zarządzaj – podmiot publiczny zawiera umowę na finansowanie i wybudowanie infrastruktury. Po zakończeniu budowy partner prywatny dokonuje  transferu własności infrastruktury na rzecz partnera publicznego, który z kolei, na podstawie długoterminowej umowy dzierżawy, oddaje w zarządzanie powstały majątek podmiotowi prywatnemu;
- Wybuduj – Zarządzaj – Przekaż – prywatny developer otrzymuje prawo do sfinansowania, wybudowania, operacyjnego zarządzania i utrzymania infrastruktury oraz pobierania pożytku. Po zakończeniu okresu umowy partner prywatny przekazuje majątek partnerowi publicznemu;
- Wybuduj – Bądź Właścicielem – Zarządzaj – partner publiczny transferuje prawo własności i odpowiedzialność za istniejącą infrastrukturę lub też prawo do wybudowania nowej na partnera prywatnego, który buduje, jest właścicielem i zarządza powstałym majątkiem. Partner prywatny zapewnia finansowanie projektu.